# Budapesti Erőmű Zrt. Révész Fűtőmű
A Budapesti Erőmű Zrt. Révész Fűtőmű egy mára már megszűnt, műemléki védelem alatt álló budapesti ipari létesítmény.

## Története
A Budapest XIII. kerületi Révész utca – Népfürdő utca találkozásánál (Révész utca 18. szám alatt) található épület 1908-ban épült Schömer Ferenc tervei szerint a Budapesti Villamos Városi Vasút áramfejlesztő telepeként. 1909-ben a (mára már megszűnt) Vizafogó vasútvonal Lipótváros (később Vizafogó) teherpályaudvaráról elágaztatva iparvágányt vezettek a telephelyre a kazánok fűtésére szolgáló szén fogadása céljából. 1923-ban az akkor megalakuló Budapest Székesfőváros Közlekedési Rt. a közlekedési egyesítés során átvette Budapesti Villamos Városi Vasút telephelyeit, köztük a Révész utcait is. 1939-ben a  telephelyet a Fővárosi Erőmű vette át, és tartalékerőműként üzemeltette. A fokozatosan használaton kívülivé váló vasúti kapcsolat az 1970-es években került elbontásra, miután átálltak a pakuráról a gáztüzelésre. Az 1990-es évektől az erőmű Budapesti Erőmű Zrt. Révész Fűtőmű néven volt nyilvántartva. Üzeme a mintegy 100 évnyi használat után, a környező szolgáltatások fejlesztése során 2011-ben szűnt meg. Két kéményét és a csővezetékeket 2014-ben bontották el. Épülete azonban – tekintettel ipari műemléki védettségére – megmaradt.

## Galéria

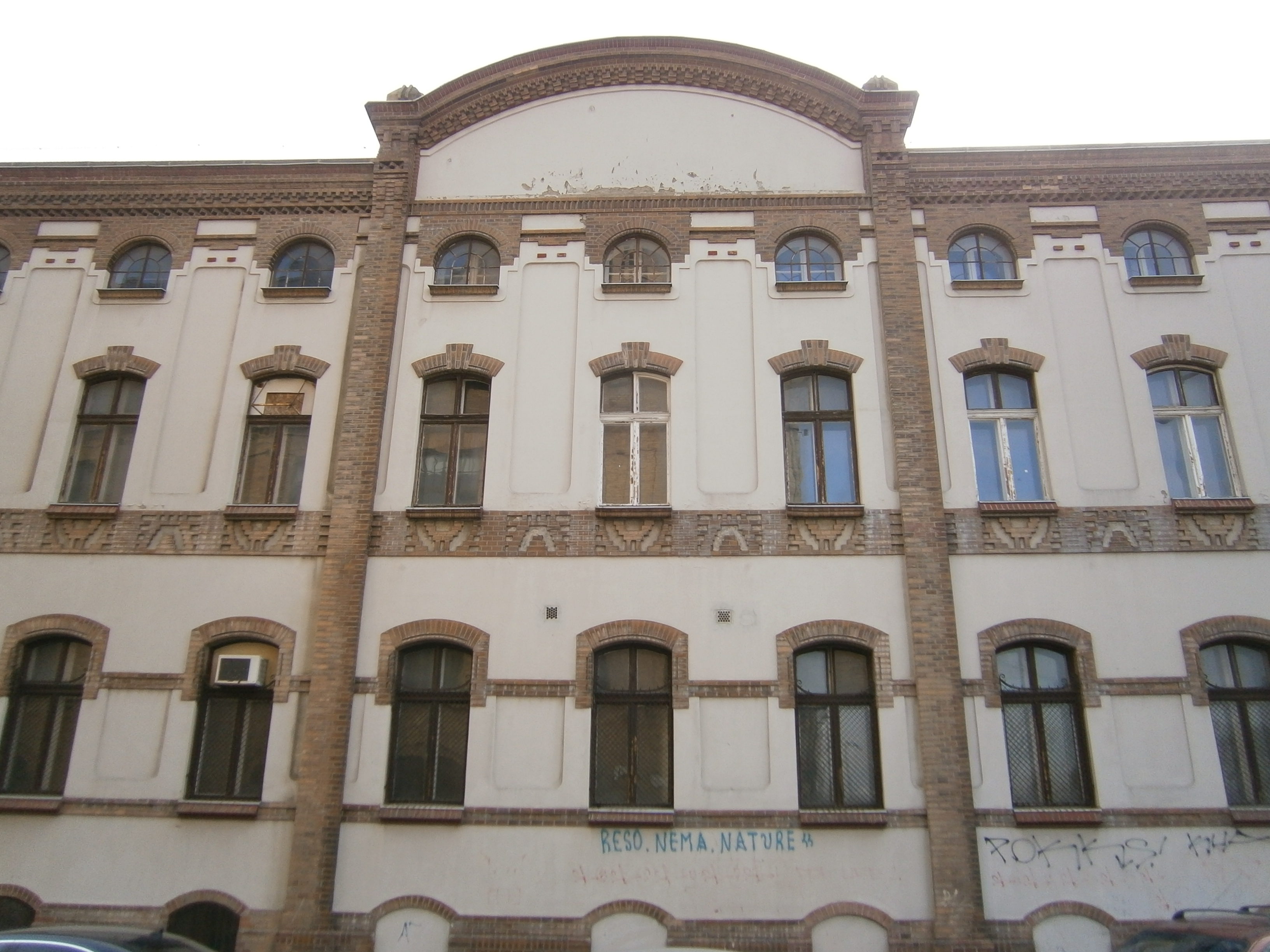
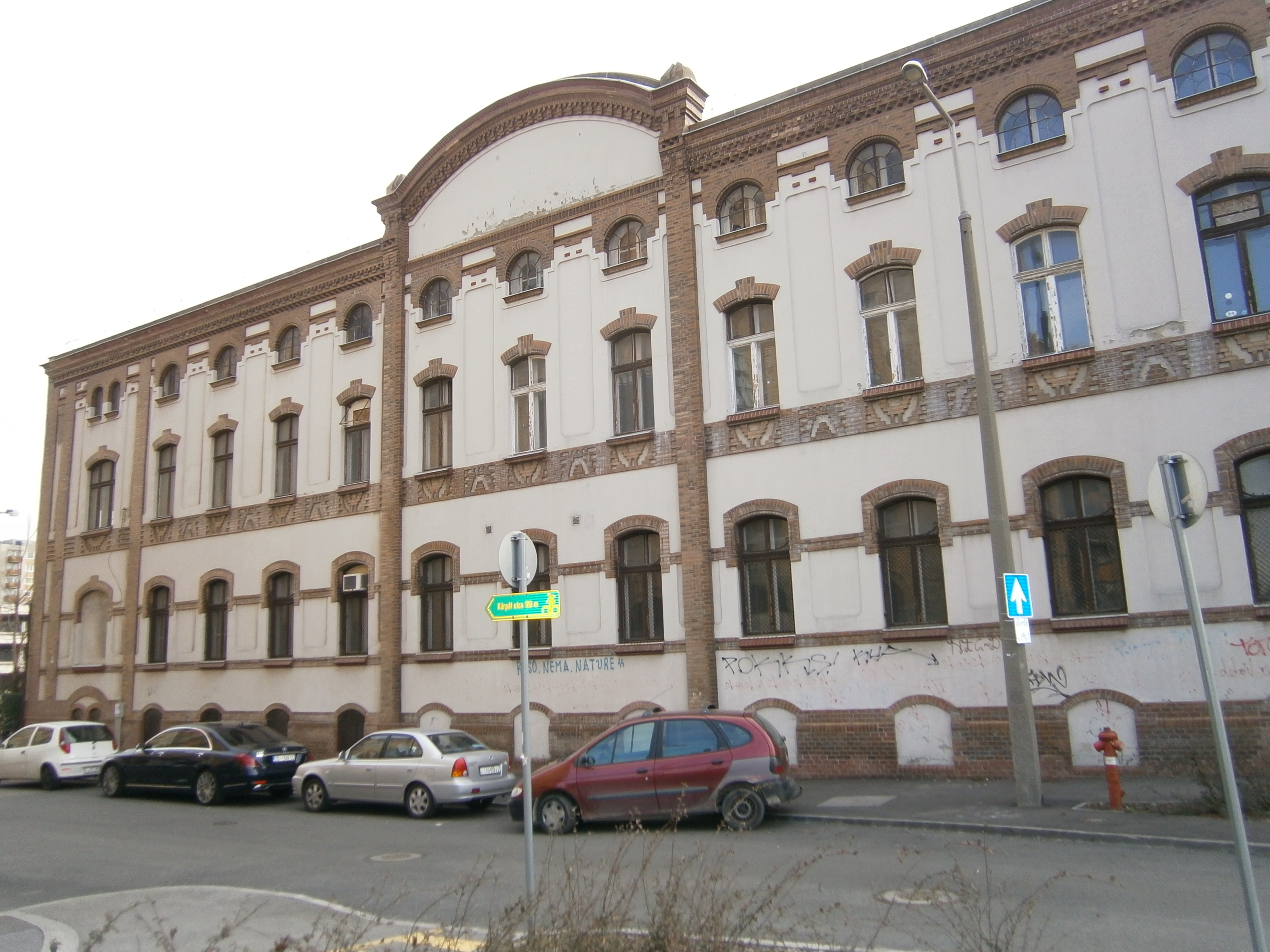
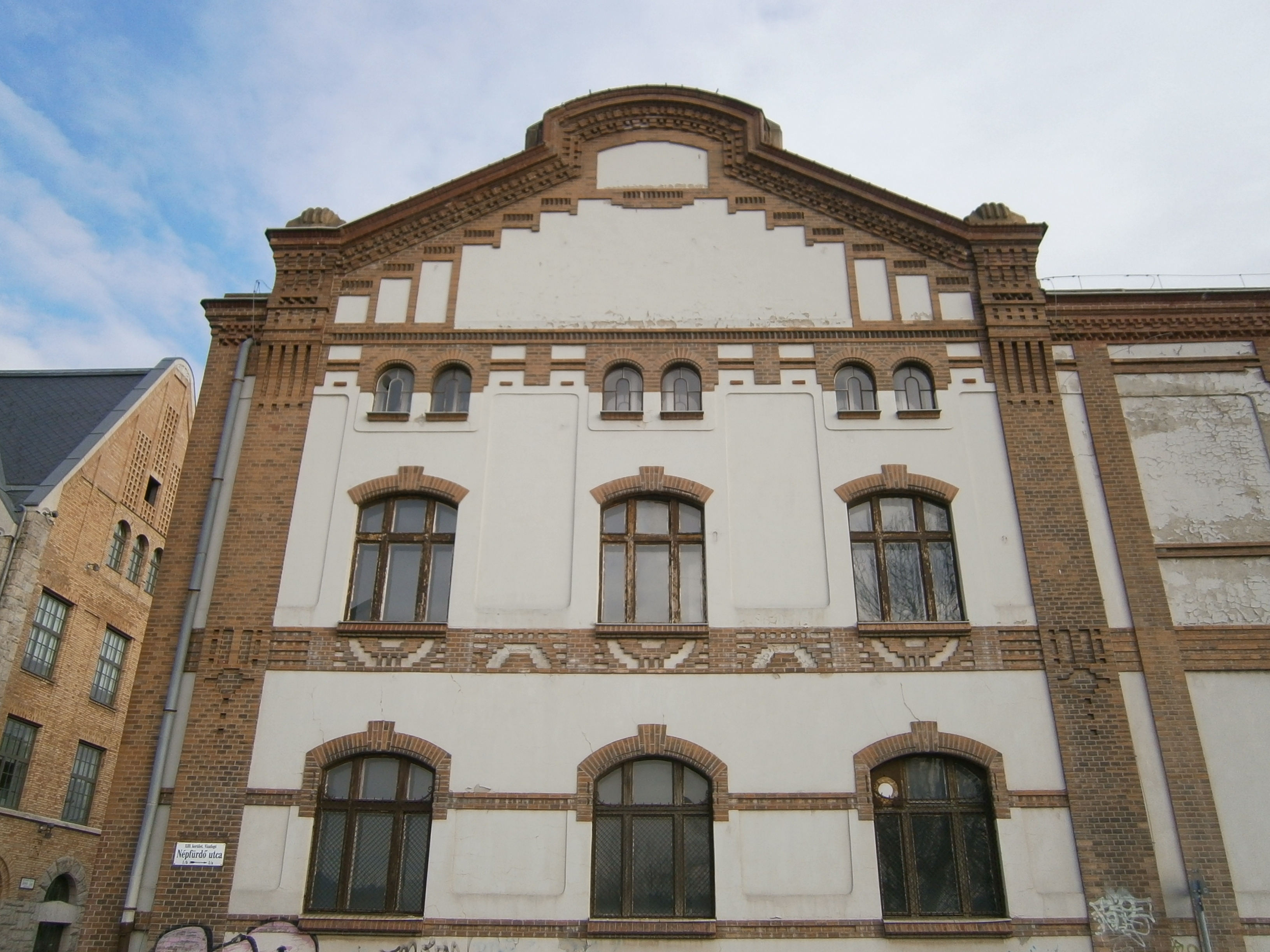
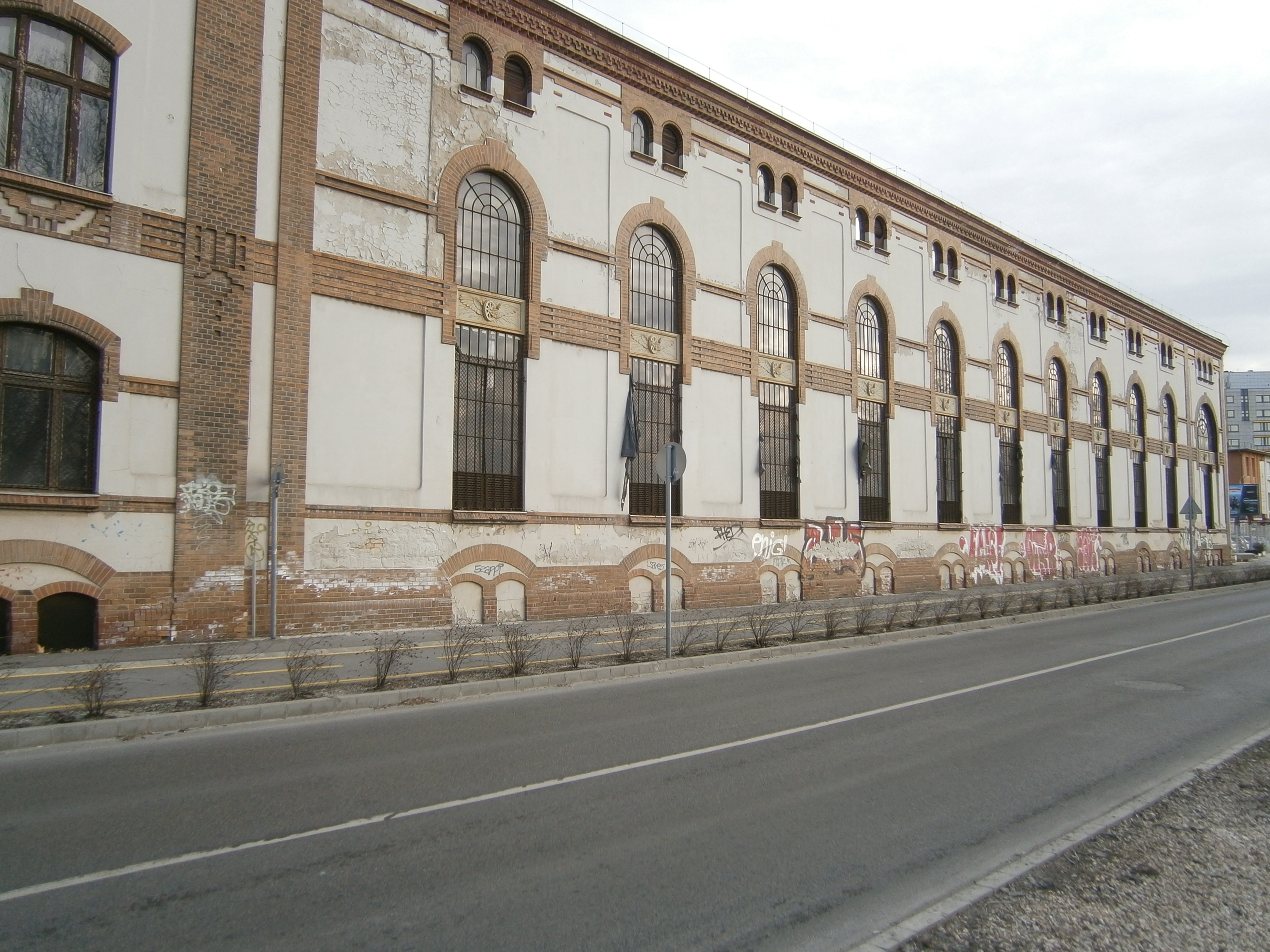
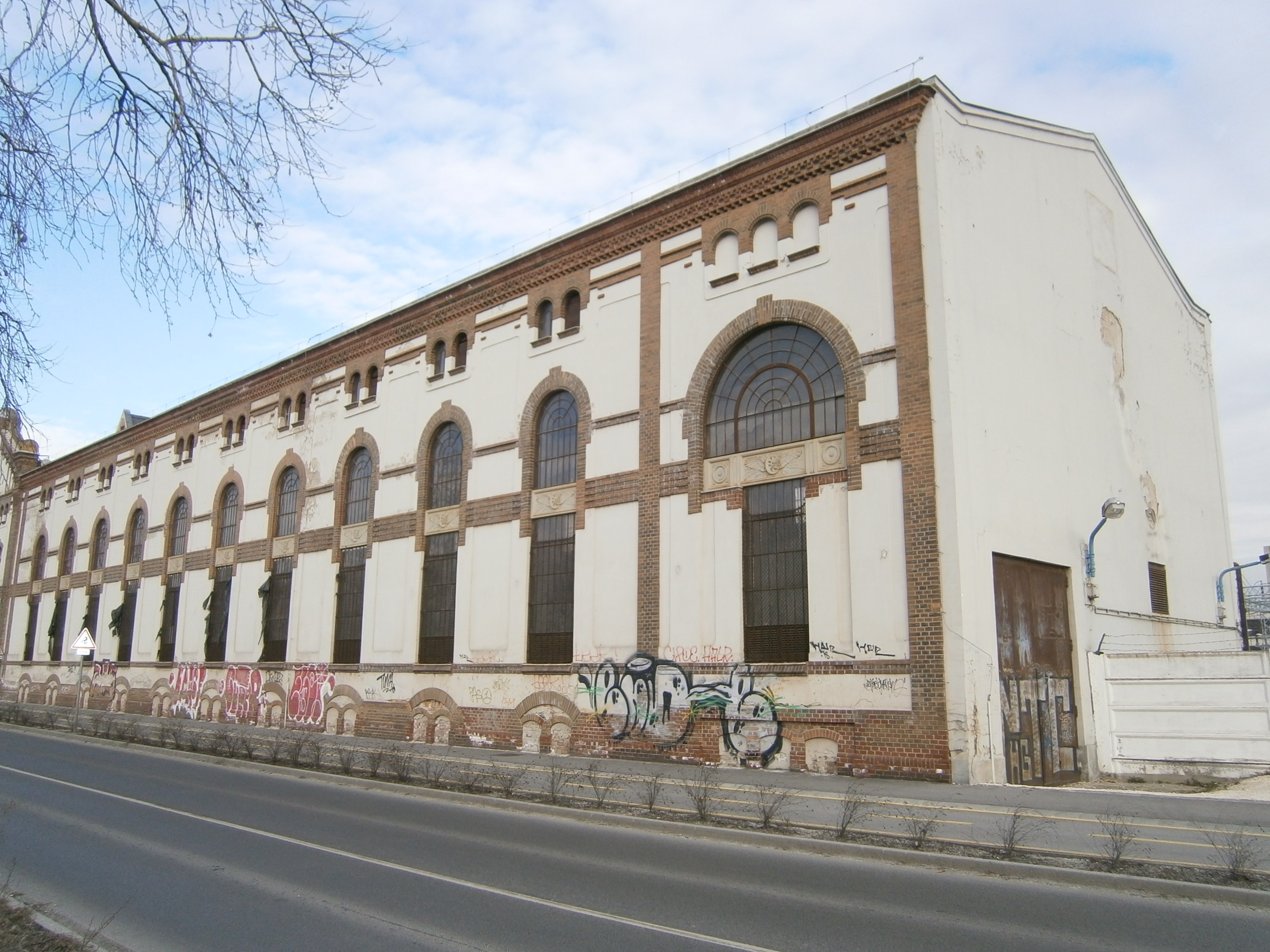
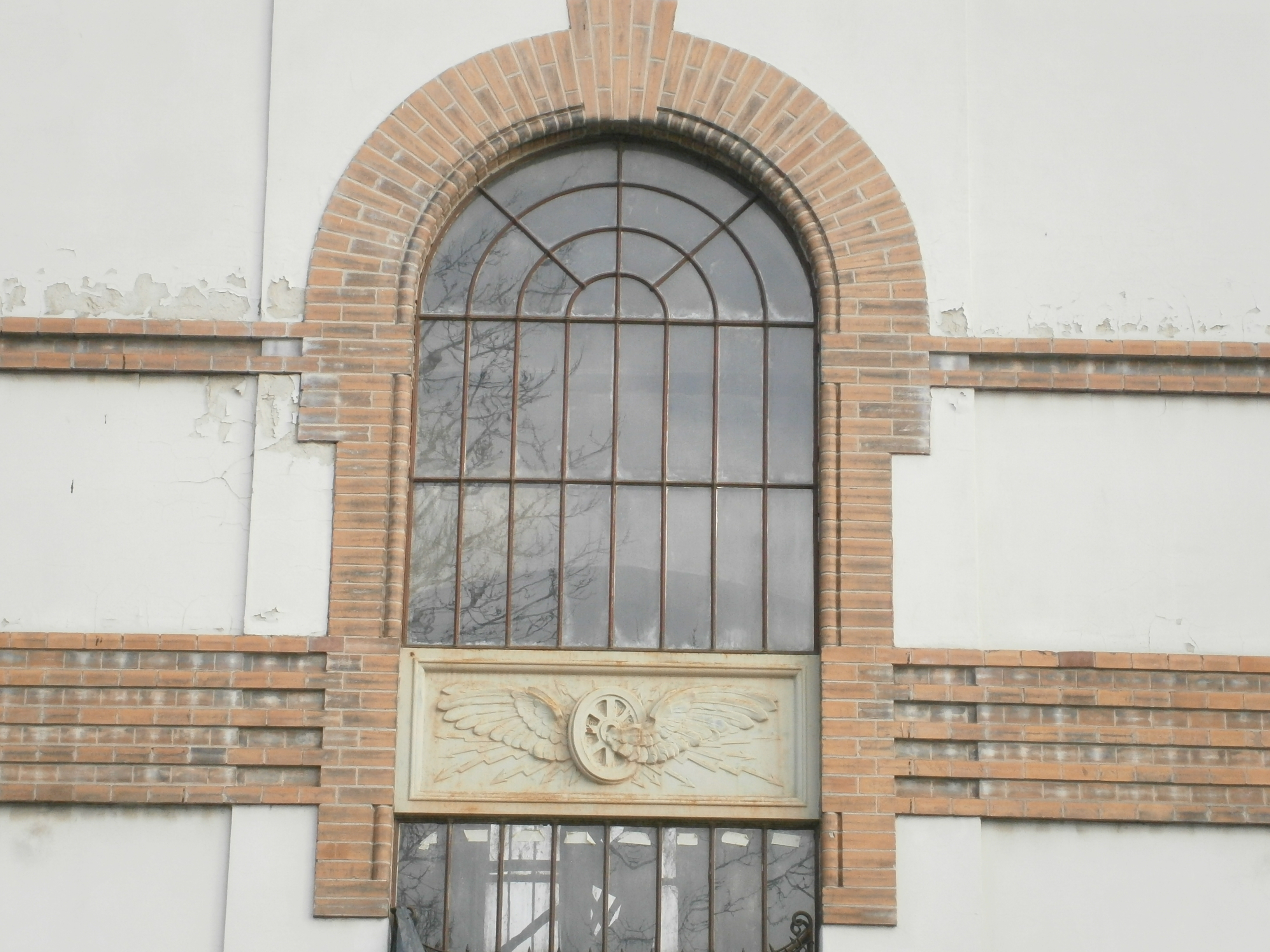